# Attaque du camp de Looking Glass
Vous lisez un « article de qualité » labellisé en 2016.
Guerre des Nez-Percés
Batailles
Guerre des Nez-Percés :
- White Bird Canyon
- Camp de Looking Glass
- Cottonwood
- Clearwater
- Fort Fizzle
- Big Hole
- Camas Meadows
- Yellowstone (en)
- Canyon Creek
- Cow Creek (en)
- Bear Paw

L’attaque du camp de Looking Glass est une attaque militaire menée le 1er juillet 1877 dans le cadre de la guerre des Nez-Percés par le capitaine Stephen G. Whipple de la United States Army sur le village du chef amérindien Looking Glass installé à proximité de la Clearwater, près de la ville actuelle de Kooskia. Alors que ce dernier a refusé de se joindre aux autres factions de Nez-Percés hostiles aux Américains, le général Oliver Otis Howard, se fiant à des rapports indiquant qu'il constituerait une menace, donne l'ordre de l'arrêter ainsi que son groupe.
À l'arrivée des Américains, Looking Glass leur fait savoir qu'ils vivent en paix et leur demande de partir mais le tir d'un des civils volontaires accompagnant les soldats précipite l'affrontement. Surpris par l'attaque, les Amérindiens fuient leur village et se réfugient dans les collines avoisinantes. Les soldats mettent ensuite à sac le campement et capturent près de 700 chevaux qu'ils ramènent à Mount Idaho.
Bien que le campement de Looking Glass ait été détruit, la mission est un échec pour les Américains puisque Whipple n'est pas parvenu à capturer le groupe d'Amérindiens. En outre, Looking Glass, furieux de la façon dont il a été traité par les Américains, choisit de se joindre aux autres groupes de Nez-Percés hostiles, compliquant la tâche de l'armée américaine.

## Contexte
En 1855, les Nez-Percés signent avec les États-Unis un traité qui établit les limites d'une réserve englobant une grande partie de leurs terres traditionnelles. En 1863 cependant, après la découverte d'or à l'intérieur de la réserve, le gouvernement des États-Unis impose aux Nez-Percés un nouveau traité qui réduit de près de 90 % la taille de la réserve. Plusieurs groupes, dont celui de Looking Glass, refusent de signer le « traité du vol » et continuent de vivre en dehors jusqu'au printemps 1877. En mai 1877, après plusieurs incidents entre les colons et les Nez-Percés, le général Oliver Otis Howard, à la tête du département du Columbia, donne 30 jours aux réfractaires pour gagner la réserve.

Carte décrivant les premiers engagements de la guerre des Nez-Percés.

Le 14 juin 1877, alors que les différents groupes de Nez-Percés se sont rassemblés à proximité du lac Tolo avant de rejoindre finalement la réserve, plusieurs jeunes Nez-Percés appartenant au groupe de White Bird se rendent le long de la rivière Salmon pour venger la mort d'un proche tué par les Blancs quelques années auparavant. De retour au campement, ils annoncent qu'ils ont tué quatre hommes et en ont blessé un autre. Les deux jours suivants, environ seize Nez-Percés emportés par la fureur de la guerre lancent de nouveaux raids sur les villages alentour, tuant 18 Blancs et en blessant sérieusement 6 autres.

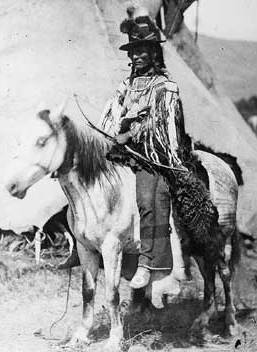
Le chef Looking Glass.

Sachant que l'armée répondra à ces attaques, la plupart des Amérindiens se préparent à partir. Le groupe de Looking Glass regagne ses terres situées dans les limites de la réserve, près de la Clearwater, espérant ainsi éviter toute confrontation avec les soldats. Les groupes de Chef Joseph, Toohoolhoolzote et White Bird se rassemblent quant à eux non loin de l'embouchure de Cottonwood Creek, puis envisagent de s'installer à proximité du camp de Looking Glass. Furieux contre White Bird pour n'avoir pas pu empêcher les jeunes de son groupe de commettre ces attaques, Looking Glass s'oppose à leur venue et leur adresse ces mots :

« Mes mains ne sont pas tachées du sang des Blancs, et je veux que vous sachiez qu'elles resteront ainsi. Vous avez agi comme des imbéciles en tuant des Blancs. Je ne prendrai part en aucune façon à cela, et n'ai rien à voir avec de telles personnes. Si vous êtes résolus à partir et combattre, partez et combattez vous-même et n'essayez pas de nous entraîner, moi ou mon peuple. Partez avec vos guerriers ; je ne veux aucun de votre groupe dans mon camp. Je veux vivre en paix »

Chef Joseph, Toohoolhoolzote et White Bird prennent alors la direction de White Bird Canyon, à une quarantaine de kilomètres au sud.
Lorsque le général Howard reçoit des nouvelles de ces incidents le 15 juin à Fort Lapwai, il envoie deux compagnies de cavalerie sous le commandement du capitaine David Perry porter assistance aux habitants de Grangeville et Mount Idaho, à environ 80 km de Lapwai. Sur place, Perry se laisse convaincre par les habitants de Grangeville de se lancer à la poursuite des Amérindiens avant qu'ils ne traversent la rivière Salmon. Le 17 juin à l'aube, les troupes américaines pénètrent dans White Bird Canyon tandis que les Nez-Percés se tiennent prêts à les affronter. La bataille qui s'ensuit est une lourde défaite pour l'armée américaine ; Perry perd 34 de ses hommes alors que les Nez-Percés ne subissent aucune perte.
Ayant pris connaissance de l'ampleur de la défaite, le général Howard mobilise des troupes et prend en main la conduite de la campagne. Certains que les Américains allaient revenir en nombre, les Amérindiens ont préféré se retirer de l'autre côté de la rivière Salmon, quitte à retraverser à un autre endroit si les soldats décidaient de les poursuivre. Le 29 juin, alors qu'Howard s'apprête à son tour à traverser, il reçoit une information selon laquelle Looking Glass et son groupe constitueraient une menace et pourraient se joindre au conflit. Des volontaires de Mount Idaho rapportent en effet que des Nez-Percés du groupe de Looking Glass auraient pillé deux propriétés près de la Clearwater et incendié l'une d'entre elles,, et des rapports suggèrent qu'au moins vingt d'entre eux ont rejoint les Amérindiens hostiles, alors qu'en réalité, seuls quelques-uns ont effectivement participé à la bataille de White Bird Canyon. D'autres rumeurs affirment que Looking Glass et ses guerriers s'apprêtent à attaquer les villages alentour. Jusqu'alors, Howard avait toujours été sceptique quant à la possibilité que Looking Glass puisse jouer un rôle dans le conflit et était satisfait de voir qu'il avait choisi de rester sur ses terres, mais ces dernières informations le font changer d'avis et il donne l'ordre au capitaine Stephen Girard Whipple d'« arrêter le chef indien Looking Glass, et tous les autres Indiens qui peuvent camper avec ou près de lui, entre les bras de la Clearwater, et de les emprisonner à Mount Idaho, en les remettant à l'organisation volontaire de cet endroit pour les garder en sûreté, ».

## Forces en présence

### Armée des États-Unis
Les soldats envoyés par le général Howard forment les compagnies E et L du 1er régiment de cavalerie et totalisent 67 hommes auxquels s'ajoutent à Mount Idaho vingt civils volontaires menés par Darius B. Randall. La compagnie L est commandée par le capitaine Stephen G. Whipple, avec Edwin H. Shelton comme premier lieutenant et Sevier M. Rains en tant que second lieutenant. La compagnie E est quant à elle menée par le capitaine William H. Winters avec Albert G. Forse comme premier lieutenant et William H. Miller en second lieutenant. Les troupes transportent initialement deux mitrailleuses Gatling mais celles-ci sont laissées à Mount Idaho avant d'atteindre le campement amérindien.

### Nez-Percés

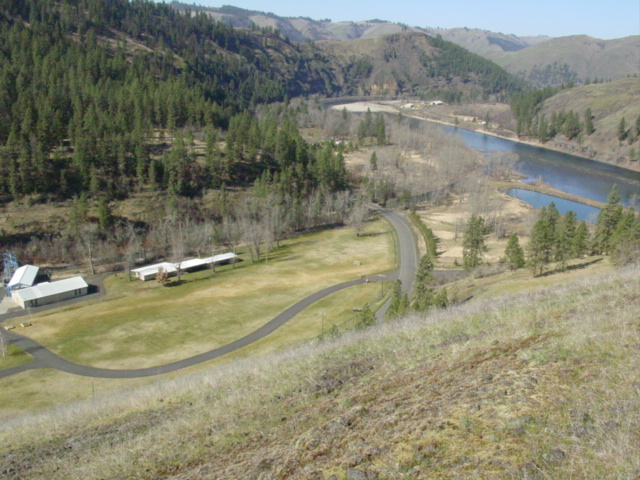
Vue actuelle de l'endroit où étaient installés les Amérindiens. Le site est maintenant occupé par une écloserie piscicole gérée par le United States Fish and Wildlife Service.

Le camp de Looking Glass est situé au bord de Clear Creek, non loin de son point de confluence avec la branche centrale de la Clearwater, près de la ville actuelle de Kooskia et à une trentaine de kilomètres au nord-est de Mount Idaho. Il compte une dizaine de tipis et abrite probablement le jour de l'attaque moins de vingt guerriers, ainsi qu'environ 120 femmes, enfants et personnes âgées. La plupart des habitants sont des adeptes de la religion du rêveur et comme le 1er juillet est un dimanche, une partie des habitants s'est rendue à Kamiah pour participer à une cérémonie religieuse.
Les Amérindiens appellent cet endroit Kamnaka et ils y cultivent des pommes de terre, du maïs, des courges ou encore des melons et certains d'entre eux y font l'élevage de vaches laitières,.

## Prélude
Les deux compagnies de cavalerie américaines quittent la rivière Salmon le 29 juin à 21 heures et prennent la direction de Mount Idaho qu'elles atteignent le 30 juin à l'aube. Là, Whipple laisse ses deux mitrailleuses Gatling ainsi que quelques hommes pour les manœuvrer et après avoir laissé plusieurs heures au reste des troupes pour se reposer, il reprend la route en fin d'après-midi, accompagné de vingt civils volontaires menés par Darius B. Randall. Whipple prévoit de chevaucher de nuit et espère arriver au campement amérindien avant les premières lueurs de l'aube afin de prendre ses occupants par surprise, mais à cause de la nature accidentée du terrain et d'un mauvais calcul (le campement se trouve quinze kilomètres plus loin que prévu), ils n'arrivent qu'à 7 heures le matin du 1er juillet, bien après le lever du soleil. Les troupes américaines mettent pied à terre et se positionnent alors sur la crête d'une colline, à environ 400 m à l'ouest du village amérindien dont elles sont séparées par le ruisseau de Clear Creek.

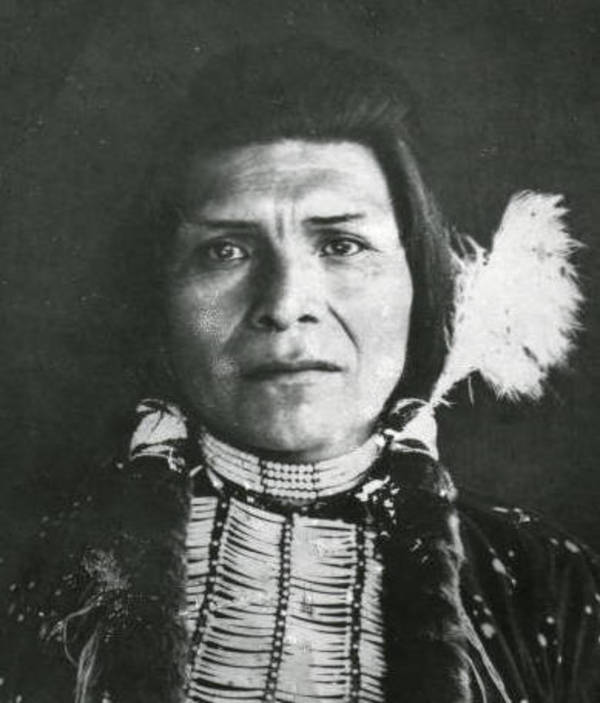
Peopeo Tholekt, un des guerriers Nez-Percés présents aux côtés de Looking Glass le 1 juillet 1877. Son témoignage permit d'éclaircir les circonstances de l'attaque.

Alerté par l'arrivée des soldats, Looking Glass, qui est dans son tipi en train de déjeuner avec plusieurs de ses hommes, envoie Peopeo Tholekt leur dire qu'ils vivent ici en paix et demande qu'ils les laissent tranquilles. Le jeune guerrier enfourche son cheval, traverse Clear Creek puis gravit la colline où sont postés les Américains. L'un des volontaires lui souhaite la bienvenue en nez-percé et Peopeo Tholekt lui délivre le message de Looking Glass. Alors qu'il dialogue avec l'interprète, d'autres volontaires — apparemment alcoolisés — s'approchent et l'un d'entre eux lui demande en anglais : « You Looking Glass? » en lui enfonçant le canon de son fusil dans les côtes. Après que l'interprète l'a convaincu qu'il ne s'agissait pas de Looking Glass, il demande à Peopeo Tholekt de prévenir son chef pour qu'il vienne parlementer en personne.
Ayant vu comment les Américains ont traité Peopeo Tholekt et craignant qu'ils ne tuent leur chef, les Nez-Percés déconseillent à Looking Glass d'y aller. Il demande à Peopeo Tholekt, ainsi qu'à Kalowet qui parle un peu l'anglais, de retourner auprès des troupes américaines et de leur demander une nouvelle fois de partir. Après avoir planté entre le tipi de Looking Glass et le ruisseau de Clear Creek un mât sur lequel a été accroché un vêtement blanc en guise de drapeau blanc, les deux Amérindiens se rendent auprès des Américains et réitèrent leur message de paix. De nouveau, le même volontaire menace de tuer Peopeo Tholekt, certain qu'il s'agit de Looking Glass, mais l'interprète lui fait remarquer qu'il est trop jeune pour être Looking Glass et lui fait abaisser son arme. Cette fois-ci, l'un des officiers accompagné par deux ou trois hommes ainsi que par l'interprète, retourne au campement avec Peopeo Tholekt et Kalowet et demande à voir Looking Glass. Alors qu'ils arrivent à hauteur du drapeau blanc, quelqu'un — probablement l'un des volontaires — tire un coup de feu en direction du campement et blesse un Amérindien à la hanche, mettant fin aux tentatives de négociation.

## Attaque

Carte décrivant l'attaque du camp de Looking Glass.

Après le premier coup de feu, les Américains qui accompagnaient les Amérindiens jusqu'au campement font faire demi-tour à leurs chevaux et retournent précipitamment auprès du reste des troupes. Une fusillade générale s'abat alors sur le campement, occasionnant la panique parmi ses occupants. Malgré l'heure tardive, l'attaque surprend les Amérindiens et très peu sont ceux qui tentent de riposter. En petits groupes, ils s'enfuient vers le nord et l'est du village et cherchent à se cacher des soldats en s'abritant dans des buissons. Rapidement, les tirs cessent et les soldats américains descendent la colline en formation de tirailleur, traversent Clear Creek puis atteignent le campement déserté par ses occupants. Les Nez-Percés se sont réfugiés en amont de la Clearwater et sur une colline à l'est du village, hors de portée des tirs américains.
Dans le même temps, les lieutenants Forse et Shelton accompagnés d'une vingtaine d'hommes capturent le troupeau de chevaux des Nez-Percés. Les Américains mettent ensuite à sac le campement des Amérindiens ; ils fouillent leurs tipis pour y récupérer les quelques objets de valeur et détruisent le reste de leurs biens, après quoi les soldats tentent d'incendier les tipis mais seuls deux d'entre eux prennent effectivement feu. Les Américains retournent finalement à Mount Idaho, emmenant avec eux plus de 600 chevaux appartenant aux Nez-Percés,.

## Bilan et conséquences
L'attaque est un coup dur pour les Nez-Percés de Looking Glass. Leurs habitations ainsi que la plus grande partie de leurs biens ont été détruits, de même que leurs potagers qui ont été saccagés et piétinés par les chevaux des Américains. En outre, ils ont perdu la plupart de leurs chevaux ainsi que leur bétail. D'après Peopeo Tholekt, trois ou quatre Nez-Percés ont été blessés, dont un mortellement. Une femme et son bébé ont également trouvé la mort en tentant de traverser la Clearwater au nord du village, lorsque leur cheval a été emporté par le courant. Les Américains n'ont quant à eux subi aucune perte.
Dans un rapport, Whipple affirme qu'« une occasion fut donnée à Looking Glass de se rendre, qu'il a d'abord promis d'accepter, mais l'a ensuite refusée avec défi, et le résultat est que plusieurs Indiens ont été tués, » mais Peopeo Tholekt insiste sur le fait qu'à aucun moment, Looking Glass n'a accepté de se rendre et qu'il a plutôt cherché à éviter de rencontrer les soldats.
En dépit de l'apparent succès de Whipple, le général Howard n'est pas véritablement satisfait du résultat. Du fait de l'arrivée tardive au campement et la perte de l'effet de surprise, le principal objectif qui était de capturer Looking Glass et son groupe n'est pas rempli. Pire encore, la tâche de l'armée américaine se trouve désormais compliquée puisque Looking Glass, furieux d'avoir été traité de la sorte, choisit de se joindre aux autres factions de Nez-Percés hostiles aux Américains, tout comme le chef Palouse Husishusis Kute et son groupe installés non loin du camp de Looking Glass. Non seulement ce ralliement renforce les rangs des combattants Nez-Percés, mais il leur donne également, en la personne de Looking Glass, un chef militaire reconnu et respecté qui connaît bien les terres du Montana où vont se diriger par la suite les Amérindiens.

## Lieux de mémoire

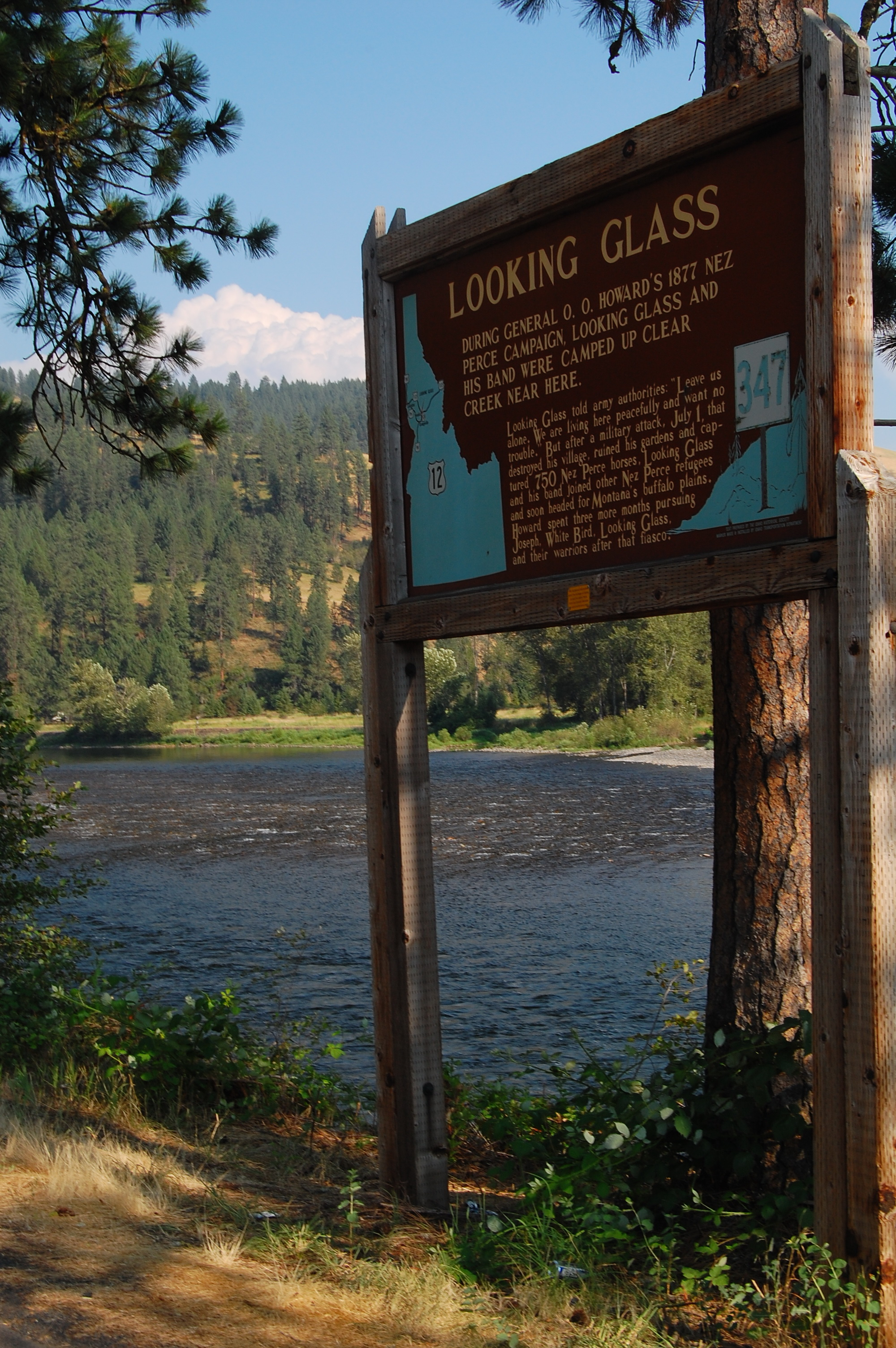
Panneau historique le long de la U.S. Route 12.

Depuis 1966, l'endroit où était situé le camp de Looking Glass est occupé par une écloserie piscicole gérée par le United States Fish and Wildlife Service. Le 1er juillet 2000, un sentier pour l'observation de la faune a été inauguré autour du site et en 2003, la réplique d'un ancien marqueur historique en bronze initialement érigé en 1928 a été installée pour commémorer l'attaque du 1er juillet 1877. Un panneau historique a également été installé le long de la U.S. Route 12.